# How the West Was Won
2003. május 27-én jelent meg a Led Zeppelin 3 CD-s koncertalbuma, a How the West Was Won. Az album anyagát adó két koncert a zenekar 1972-es észak-amerikai turnéjáról származik: 1972. június 25-én az L.A. Forumban, június 27-én pedig a Long Beach Arenában léptek fel. Jimmy Page szerint a zenekar művészileg ebben az időszakban állt a csúcson. Az album 2003. október 20-án DVD-Audio formátumban is megjelent.
A How the West Was Won 1. helyen debütált a Billboard listáján, amivel a sorlemezek hagyományát folytatta; a Led Zeppelin utolsó albuma, az 1979-es In Through the Out Door ugyanezt az eredményt érte el.

## Az album dalai

### 1. lemez
1. "L.A. Drone" (John Paul Jones – Jimmy Page) – 0:14*
2. "Immigrant Song" (Jimmy Page – Robert Plant) – 3:42*
3. "Heartbreaker" (John Bonham – John Paul Jones – Jimmy Page – Robert Plant) – 7:25*
4. "Black Dog" (Jimmy Page – Robert Plant – John Paul Jones) – 5:41**
5. "Over the Hills and Far Away" (Jimmy Page – Robert Plant) – 5:08**
6. "Since I've Been Loving You" (Jimmy Page – Robert Plant – John Paul Jones) – 8:02*
7. "Stairway to Heaven" (Jimmy Page – Robert Plant) – 9:38*
8. "Going to California" (Jimmy Page – Robert Plant) – 5:37*
9. "That's the Way" (Jimmy Page – Robert Plant) – 5:54**
10. "Bron-Y-Aur Stomp" (Jimmy Page – Robert Plant – John Paul Jones) – 4:55*

### 2. lemez
1. "Dazed and Confused" (Jake Holmes – Jimmy Page) – 25:25**
  - "Walter's Walk" (Jimmy Page – Robert Plant)
  - "The Crunge" (John Bonham – John Paul Jones – Jimmy Page – Robert Plant)
2. "What is and What Should Never Be" (Jimmy Page – Robert Plant) – 4:41*
3. "Dancing Days" (Jimmy Page – Robert Plant) – 3:42*
4. "Moby Dick" (John Bonham – John Paul Jones – Jimmy Page) – 19:20**

### 3. lemez
1. "Whole Lotta Love" (John Bonham – Willie Dixon – John Paul Jones – Jimmy Page – Robert Plant) – 23:08**
  - "Boogie Chillun" (John Lee Hooker) – 3:10
  - "Let's Have a Party" (Jessie Mae Robinson) – 1:56
  - "Hello Mary Lou" (Gene Pitney) – 2:08
  - "Going Down Slow" (St. Louis Jimmy Oden) – 8:29
2. "Rock and Roll" (Jimmy Page – Robert Plant – John Paul Jones – John Bonham) – 3:56*
3. "The Ocean" (Jimmy Page – Robert Plant – John Paul Jones – John Bonham) – 4:21**
4. "Bring It on Home" (Willie Dixon – Jimmy Page – Robert Plant) – 9:30**
  - "Bring It on Back" (John Bonham – John Paul Jones – Jimmy Page – Robert Plant)

- * Long Beach Arena
- ** L.A. Forum

## Közreműködők
- Jimmy Page – gitár
- Robert Plant – ének, szájharmonika
- John Paul Jones – basszusgitár, billentyűs hangszerek, mandolin
- John Bonham – dob, ütőhangszerek

### Produkció
- Eddie Kramer – hangmérnök
- Kevin Shirley – hangmérnök, keverés
- Drew Griffiths – asszisztens
- Phil Lemon – design
- Jim Cummins – fényképek
- James Fortune – fényképek
- Jeffrey Mayer – fényképek
- Michael Putland – fényképek
- Jimmy Page – producer